# Доверски демон
Доверски демон (енгл. Dover Demon) је назив за створење које је 21. и 22. априла 1977. виђено у граду Довер у америчкој савезној држави Масачусетс.

## Историја
Седамдесетогодишњи Вилијам Бартлет је тврдио да је 21. априла 1977. током вожње видео чудно створење са великим прстима и светлећим очима како стоји на каменом зиду једне фарме у граду Довер. Петнаестогодишњи Џон Бакстер је пријавио да је видео слично створење у једној шуми. Те вечери је петнаестогодишњи Еби Брабо пријавио полицији да је видео чудно створење како седи у једној улици у граду. Тинејџер је нацртао скице онога што је видео и заклео се да је видео баш такво створење. Неки научници мисле да би то могла бити нека домаћа животиња. Полиција је мислила да тинејџери лажу. Ово створење је постало популарно у причама о чудовиштима. Књигу о овоме створењу је написао Лорен Колеман.